# Jürgen G. Nagel
Jürgen Günther Nagel (* 7. August 1966 in Mannheim) ist ein deutscher Historiker. Er publiziert grundsätzlich als Jürgen G. Nagel. Hauptsächlich forscht er zur Globalgeschichte wirtschaftlicher, politischer und sozialer Beziehungen, v. a. im maritimen Südostasien und in Afrika südlich der Sahara. Gegenwärtig widmet sich Nagel insbesondere der Verflechtungsgeschichte des Indischen Ozeans, der Gesellschaftsgeschichte Namibias sowie der Beziehungsgeschichte westlicher Imperialmächte und islamischer Gesellschaften.

## Wissenschaftliche Laufbahn
Jürgen G. Nagel studierte Geschichte, Politikwissenschaft und Ethnologie an der Universität Trier. Von 1997 bis 2001 war er dort als wissenschaftlicher Mitarbeiter eines Forschungsprojektes zur rheinischen Frühindustrialisierung im Rahmen des Sonderforschungsbereiches Zwischen Rhein und Maas tätig. Im Jahr 2003 wurde er in Trier mit der Arbeit Der Schlüssel zu den Molukken. Makassar und die Handelsstrukturen des Malaiischen Archipels im 17. und 18. Jh. promoviert. Betreut wurde die Arbeit von Klaus Gerteis. Seit 1997 nahm Nagel an der Universität Trier verschiedene Lehraufträge zur Wissenschaftsgeschichte, Überseegeschichte und historischen Ethnologie wahr. Von 2004 bis 2005 war er dort Assistent am Lehrstuhl für Neuere Geschichte. Von 2005 bis 2015 war er wissenschaftlicher Mitarbeiter am Lehrgebiet „Neuere Europäische und Außereuropäische Geschichte“ der Fernuniversität Hagen. Dort legte er 2013 seine Habilitationsschrift über Die Kolonie als wissenschaftliches Projekt. Forschungsorganisation und Forschungspraxis im deutschen Kolonialreich vor. 2015 wurde Nagel zum Universitäts-Professor und Leiter des Lehrgebiets „Geschichte Europas in der Welt“ ernannt. Nachdem er von 2016 bis 2018 als Prodekan der Fakultät für Kultur- und Sozialwissenschaften der FernUniversität Hagen fungierte, bekleidet er seitdem das Amt des Dekans der besagten Fakultät.
Nagel ist zudem stellvertretender Vorsitzender des Vereins für Geschichte des Weltsystems (VGWS), Mitherausgeber des Jahrbuchs für Europäische Überseegeschichte sowie geschäftsführender Herausgeber der Zeitschrift für Weltgeschichte. Er ist Vorstandsmitglied des Instituts für Geschichte und Biographie an der Fernuniversität Hagen.

## Veröffentlichungen (Auswahl)
- Als der Kaiser den Dschihad erfand. Zur „Revolutionierung“ des islamischen Orients durch das Deutsche Reich im Ersten Weltkrieg. In: Zeitschrift für Weltgeschichte 19 (2018), H. 2, S. 337–368.
- Hamburg, die Niederlande und das Zeitalter der Handelskompanien. In: Jürgen und Martina Elvert (Hrsg.): Agenten, Akteure, Abenteurer. Beiträge zur Ausstellung „Europa und das Meer“ am Deutschen Historischen Museum Berlin, Berlin: Duncker & Humblot, 2018, S. 355–363.
- Changing Connectivity in a World of Small Islands. The Role of Makassar (Sulawesi) as a Hub Under Dutch Hegemony. In: Burkhard Schnepel, Edward A. Alpers (Hrsg.): Connectivity in Motion. Island Hubs in the Indian Ocean World, Cham: Palgrave Macmillan, 2018, S. 397–420.
- Schifffahrt auf dem Indischen Ozean im 19. Jahrhundert. Technologie und Wissen in der Transportrevolution der Moderne. In: Zeitschrift für Weltgeschichte 18 (2017) 2, S. 61–79.[3]
- Asien und der Zweite Weltkrieg. Gedanken zur „anderen Seite“ eines globalen Krieges. In: Südasien-Chronik 5 (2015), S. 169–198.
- Über die Erhaltung und Inbesitznahme altertümlicher Bauten. Die Ruinen von Kilwa Kisiwani und der Denkmalschutzgedanke im deutschen Kolonialismus. In: Michael Mann, Jürgen G. Nagel (Hrsg.): Europa jenseits der Grenzen. Festschrift für Reinhard Wendt, Heidelberg: Draupadi, 2015, S. 355–388.
- Ein »Mekkabrief« aus Lindi. Die Begegnung des deutschen Kolonialismus mit einem vermeintlich politischen Islam im Sommer 1908. In: Werner Daum, Wolfgang Kruse, Eva Ochs, Arthur Schlegelmilch (Hrsg.): Politische Bewegung und Symbolische Ordnung. Hagener Studien zur Politischen Kulturgeschichte. Festschrift für Peter Brandt (= Politik- und Gesellschaftsgeschichte, Bd. 96), Bonn: J.H.W. Dietz, 2014, S. 317–334.
- Southeast Asia and Oceania. In: Akira Iriye, Jürgen Osterhammel (Hrsg.): A History of the World. Bd. 3: Empires and Encounters 1350–1750, hrsg. von Wolfgang Reinhard, Cambridge/Mass., London: Harvard University Press, 2015, S. 553–736 (mit Reinhard Wendt).
- Der Missionar und die andere Religion. Einige Überlegungen zu ethnologischen Beiträgen deutscher Missionare. In: Ulrich van der Heyden, Andreas Feldtkeller (Hrsg.): Missionsgeschichte als Geschichte der Globalisierung von Wissen. Transkulturelle Wissensaneignung und -vermittlung durch christliche Missionare in Afrika und Asien im 17., 18. und 19. Jahrhundert (= Missionsgeschichtliches Archiv, Bd. 19). Stuttgart 2012, S. 233–248.
- Usurpatoren und Pragmatiker. Einige typologische Überlegungen zur Strategie der niederländischen Ostindien Kompanie (1602–1799). In: Mark Häberlein, Christof Jeggle (Hrsg.): Praktiken des Handels. Geschäfte und soziale Beziehungen europäischer Kaufleute in Mittelalter und früher Neuzeit (= Irseer Schriften, Bd. 6), Konstanz 2010, S. 71–98.
- Abenteuer Fernhandel. Die Ostindien-Kompanien. Darmstadt 2007, 2. Aufl. Darmstadt / Mainz 2011.[4]
- zusammen mit Christine Kracht: Ein grandioses Missverständnis. Pietisten und Buddhisten in Westtibet. In: Damals 42 (2010) 5, S. 60–66.
- Scheitern und Überleben der portugiesischen Expansion in Südostasien. In: Michael Kraus, Hans Ottomeyer (Hrsg.): Nouos Mundos – Neue Welten. Portugal und das Zeitalter der Entdeckungen. Dresden 2007, S. 175–189.
- Kapsiedler, Molukkenhändler, Japanreisende. Deutsche in Führungspositionen der niederländischen Ostindien-Kompanie. In: Markus A. Denzel (Hrsg.): Deutsche Eliten in Übersee (16. bis frühes 20. Jahrhundert). Büdinger Forschungen zur Sozialgeschichte 2004 und 2005 (= Deutsche Führungsschichten in der Neuzeit. Bd. 27), St. Katharinen: Scripta-Mercaturae-Verlag, 2006, S. 291–318.
- Predikanten und Ziekentrooster. Der Protestantismus in der Welt der Verenigden Oostindischen Compagnie. In: Michael Mann (Hrsg.): Europäische Aufklärung und protestantische Mission in Indien, Heidelberg 2006, S. 101–121.
- The Company and the Port City. Trading Centres of the Malay Archipelago and their Role in Commercial Networks During the 17th and 18th Centuries. In: Margrit Schulte Beerbühl, Jörg Vögele (Hrsg.): Spinning the Commercial Web. International Trade, Merchants and Commercial Cities, c. 1640–1939. Frankfurt am Main 2004, S. 249–273.
- Formal or Informal? Private Trade in Maritime Asian Towns under the Rule of the Dutch East India Company, 17th and 18th Centuries. In: World History Bulletin 29 (2003) 1, S. 17–22.
- Der Schlüssel zu den Molukken. Makassar und die Handelsstrukturen des Malaiischen Archipels im 17. und 18. Jahrhundert – eine exemplarische Studie (= Schriften zur Sozial- und Wirtschaftsgeschichte, Bd. 3). Hamburg 2003 (zugl. Diss., Universität Trier).
- Vom Stadtstaat zur Kolonialstadt. Grundzüge der Stadtentwicklung Makassars (Südwest-Sulawesi) im 17. und frühen 18. Jahrhundert. In: Peter Johanek, Horst Gründer (Hrsg.): Kolonialstädte – Europäische Enklaven oder Schmelztigel der Kulturen? (= Europa – Übersee, Bd. 9), Münster 2001, S. 109–143.
- Kota, Kampung und fließende Grenze. Einige Überlegungen zur frühneuzeitlichen Stadtgeschichte Indonesiens. In: Angela Giebmeyer, Helga Schnabel-Schüle (Hrsg.): „Das Wichtigste ist der Mensch“. Festschrift für Klaus Gerteis zum 60. Geburtstag (= Trierer Historische Forschungen, Bd. 41). Mainz 2000, S. 153–180.
- Makassar und der Molukkenhandel. Städte und Handelsrouten im indonesischen Gewürzhandel des 16. und 17. Jahrhunderts. In: Markus A. Denzel (Hrsg.): Gewürze. Produktion, Handel und Konsum in der Frühen Neuzeit. Beiträge zum 2. Ernährungshistorischen Kolloquium im Landkreis Kulmbach, St. Katharinen 1999, S. 93–121.